# Amaradia (Dolj)
Amaradia je rijeka u južnoj Rumunjskoj, lijeva pritoka rijeke Jiu. Amaradia teče kroz sela Roșia de Amaradia, Bustuchin, Logrești-Moșteni, Logrești, Hurezani, Crușeț, Melinești, Goiești, Șimnicu de Sus i Ișalnița, a ulijeva se u Jiu u blizini grada Craiova. Duljina joj je 106 km, a površina porječja 879 km   . 

## Pritoke
Sljedeće rijeke su pritoke rijeke Amaradia (od izvora do ušća): 
- Lijeve: Strâmba, Seaca, Valea Hartanului, Amărăzuia, Slăvuța, Văluța, Plosca, Valea Șarpelui
- Desne: Poienița, Gâlcești, Negreni, Totea, Plopu, Găgâi, Valea Boului, Valea Muierii, Ploștina, Brebina